# Chhatral INA
Chhatral INA là một thị xã của quận Gandhinagar thuộc bang Gujarat, Ấn Độ.

## Nhân khẩu
Theo điều tra dân số năm 2001 của Ấn Độ, Chhatral INA có dân số 1679 người. Phái nam chiếm 59% tổng số dân và phái nữ chiếm 41%. Chhatral INA có tỷ lệ 58% biết đọc biết viết, thấp hơn tỷ lệ trung bình toàn quốc là 59,5%: tỷ lệ cho phái nam là 68%, và tỷ lệ cho phái nữ là 43%. Tại Chhatral INA, 19% dân số nhỏ hơn 6 tuổi.